# قواع الصخر الأحمر الناتالي
قواع الصخر الأحمر الناتالي (نسبة إلى منطقة ناتال في جنوب أفريقيا) أو قواع الصخر الأحمر الأكبر (الإسم العلمي:Pronolagus crassicaudatus)، هو نوع من الثدييات يتبع فصيلة الأرانب ضمن رتبة الأرنبيات. يستوطن موزمبيق وجنوب أفريقيا.